# منشأة سروري
منشأة سروري إحدى قرى مركز السادات التابع لمحافظة المنوفية في جمهورية مصر العربية.

## التاريخ
قرية منشأة سروري من القرى الحديثة، وأصلها من توابع ناحية الطرانة، وفُصلت عنها في سنة 1273هـ/1857م. وعند فك زمام مديرية البحيرة سنة 1317هـ/1899م ألغيت وأضيف زمامها إلى الطرانة، فأصبحت تابعة لها، ثم عادت حديثًا إلى حالتها المستقلة.

## السكان
بلغ عدد سكان منشأة سروري 383 نسمة، حسب الإحصاء الرسمي لعام 2006.